# Tour des Ricci
La Torre dei Ricci, anciennement Torre dei Donati est une tour du centre historique de Florence située entre la Piazza Sant'Elisabetta et la via del Corso. 

## Description
La tour actuelle est née de la fusion de deux tours: celle des Donati était via del Corso et celle des Ricci était adjacente, mais surplombant la place, formant ainsi une spacieuse maison-tour rectangulaire. 
La Torre dei Ricci a de grands bossages en pierre apparente, avec une forme particulièrement régulière (témoignage des changements opérés plus tard). Auparavant il y avait plusieurs étages de balcons en bois extérieurs. Les Ricci possédaient de nombreuses tours et maisons dans ce domaine, à tel point que le tronçon initial de la via del Corso s'appelait via dei Ricci. Avec la montée au pouvoir du peuple (1250), la tour a été décapitée. 
De nombreuses fenêtres s'ouvrent ici qui ne datent pas de la période médiévale, mais sont postérieures, comme en témoigne leur aspect régulier et la largeur des ouvertures. Au dernier étage, quelques fenêtres à meneaux s'ouvrent. 
La tour appartenait à la famille Donati qui possédait de nombreux bâtiments dans cette zone du Corso, proche de ceux de leurs rivaux Cerchi, avec qui des problèmes de voisinage ont provoqué des batailles sanglantes entre les Guelfes blancs et noirs. 

## Autres images

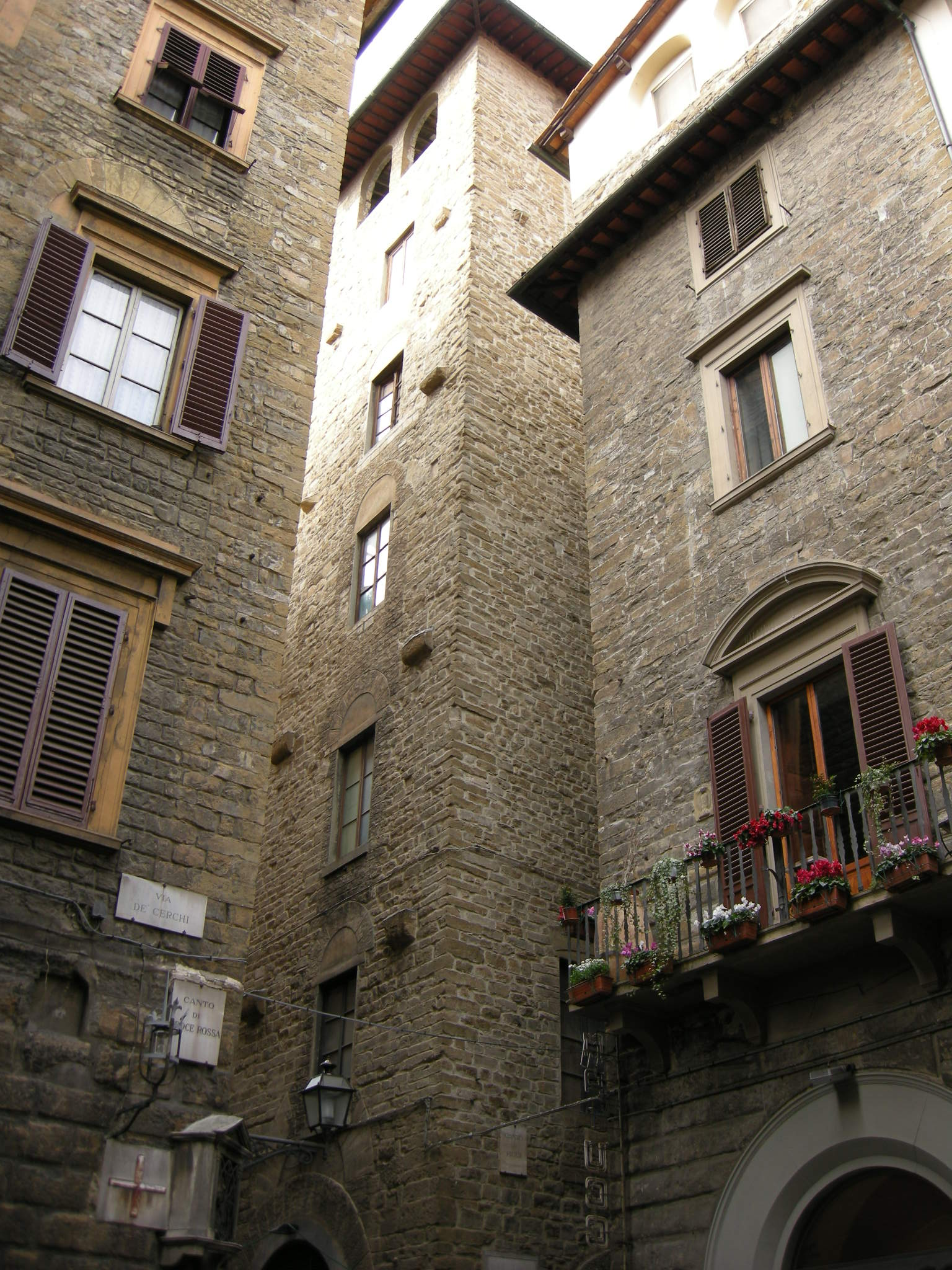
Côté de la tour Donati
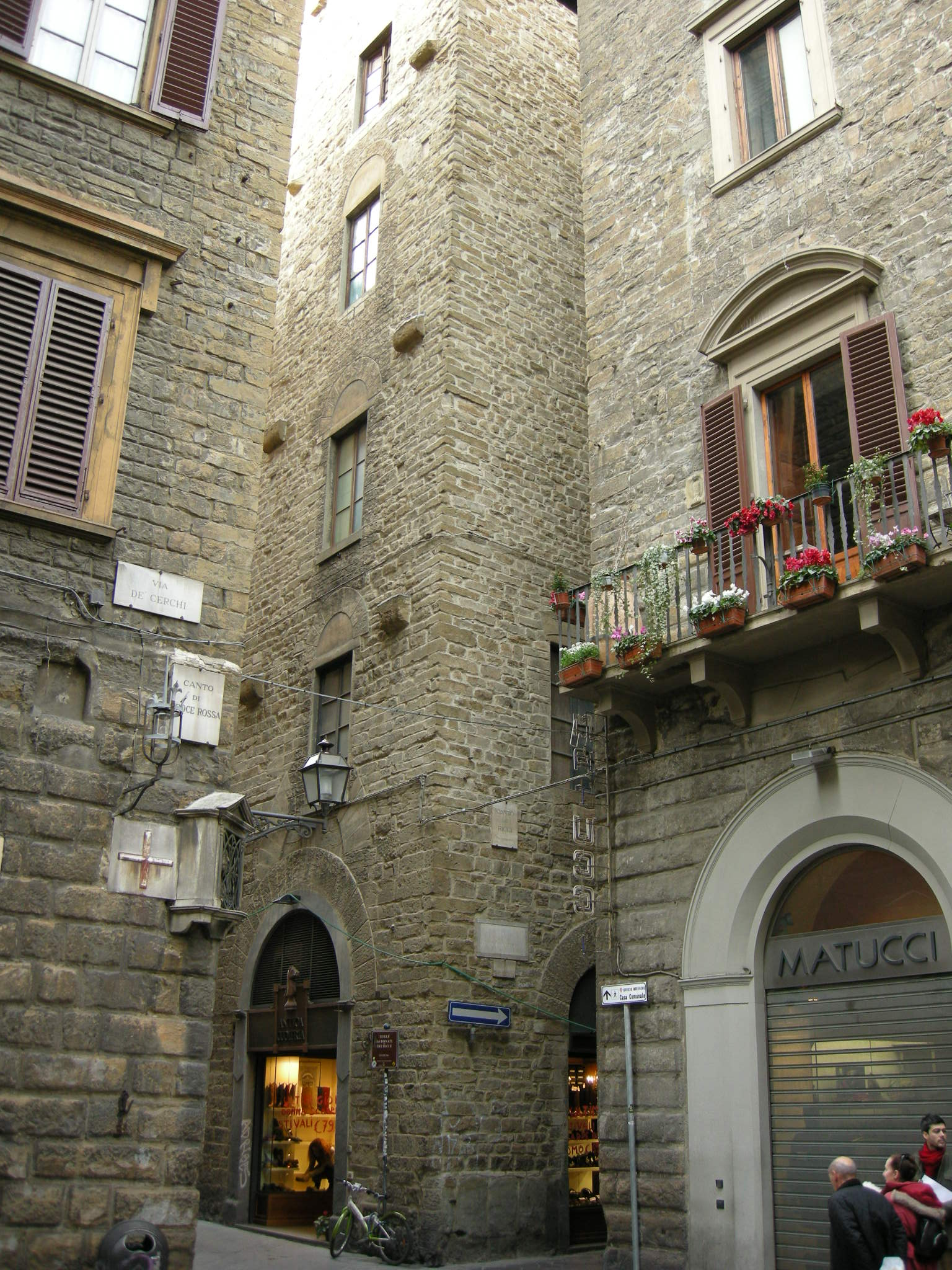
base
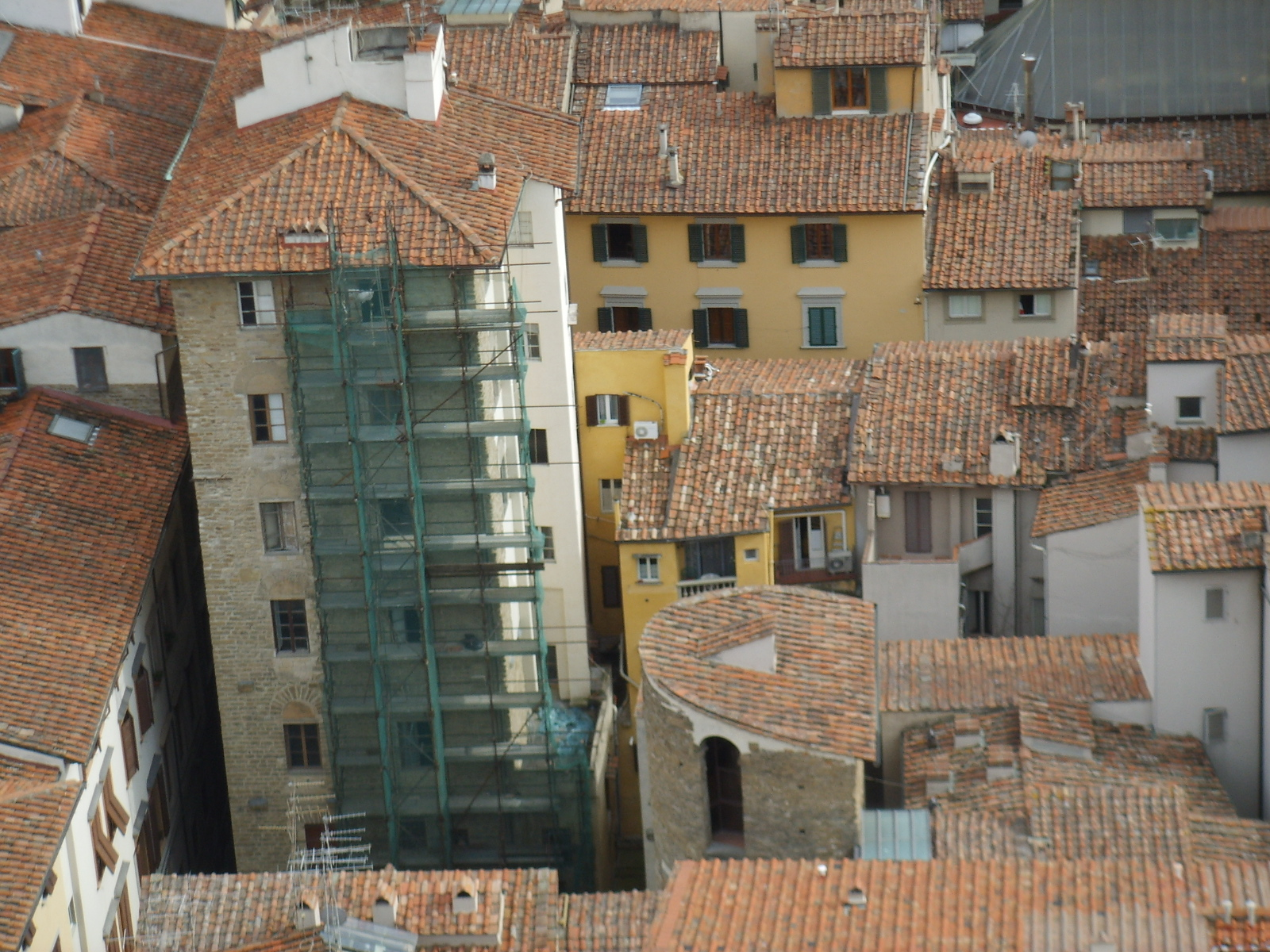
Vue depuis le clocher de Giotto